# Элистинский политехнический колледж
Элистинский политехнический колледж — учреждение профессионального образования в городе Элиста, Республика Калмыкия, Россия. Полное наименование — Бюджетное профессиональное образовательное учреждение Республики Калмыкия «Элистинский политехнический колледж».
Колледж открыт в 1965 году как политехнический техникум, готовивший кадры для мясо-молочной промышленности, гражданского строительства и транспорта. В конце 1960-х годов он был реорганизован в автомобильно-дорожный техникум и передан в ведение Министерства автомобильных дорог РСФСР. Это было связано с начавшимся в Калмыкии строительством сети автомобильных дорог с твёрдым покрытием и возросшей потребностью республики в специалистах дорожного хозяйства. За первые шесть лет существования техникум подготовил для народного хозяйства около двух тысяч специалистов.
В 2002 году Элистинский автомобильно-дорожный техникум был преобразован в колледж.
По состоянию на 2010 год в колледже трудилось 70 преподавателей, обучая около 1000 студентов. За 45 лет было выпущено около 13 тысяч специалистов.
В 2014 году колледж был реорганизован в Элистинский политехнический колледж путем слияния с Технолого-строительным колледжем.
Элистинский автодорожный колледж размещается в трёх учебных корпусах, располагает библиотекой, гаражом с учебным автопарком, столовой, спортзалом. Заключены договоры о возможности продолжения выпускниками колледжа профильного образования с Российским университетом транспорта, Южно-Российским политехническим университетом. Студенты колледжа успешно участвуют в региональных и общероссийских олимпиадах.

## Директоры
- 1965—1967 — Менглинов, Николай Овшиевич;
- 1967—1978 — Павлов, Борис Джалович;
- 1978—1980 — Сангаджиев, Виктор Бораевич;
- 1980—2014 — Шевкиев, Борис Андреевич, заслуженный учитель Российской Федерации;
- 2014—2021 — Дундуев, Ким Борисович, заслуженный учитель Республики Калмыкия;
- 2021 - н. в. — Васькина Галина Васильевна.